# Campeonato Europeu de Atletismo em Pista Coberta de 2011 - Salto em distância feminino
A prova do salto em distância feminino do Campeonato Europeu de Atletismo em Pista Coberta de 2011 foi disputada entre os dias 5 e 6 de março de 2011 na AccorHotels Arena em Paris, França.

## Recordes
Antes desta competição, os recordes mundiais e do campeonato nesta prova eram os seguintes:
|                       | Nome             | Nacionalidade     | Distância | Local     | Data                    |
| --------------------- | ---------------- | ----------------- | --------- | --------- | ----------------------- |
| Recorde mundial       | Heike Drechsler  | Alemanha Oriental | 7m 37cm   | Viena     | 13 de fevereiro de 1988 |
| Recorde do campeonato | IHeike Drechsler | Alemanha Oriental | 7m 30cm   | Budapeste | 5 de março de 1988      |
| Recorde europeu       | Heike Drechsler  | Alemanha Oriental | 7m 37cm   | Viena     | 13 de fevereiro de 1988 |

## Medalhistas
| Ouro                 | Prata             | Bronze                  |
| Darya Klishina (RUS) | Naide Gomes (PRT) | Julija Pidlužnaja (RUS) |

## Resultados

### Qualificação
Qualificação: 6,60m  (Q) ou os 8 melhores qualificados (q).
| Posição. | Atleta                     | Nacionalidade | 1ª   | 2ª   | 3ª   | Resultados | Notas                |
| -------- | -------------------------- | ------------- | ---- | ---- | ---- | ---------- | -------------------- |
| 1        | Julija Pidlužnaja          | Rússia        | 6,74 |      |      | 6,74       | Q,                   |
| 2        | Irene Pusterla             | Suíça         | 6,71 |      |      | 6,71       | Q,                   |
| 3        | Veranika Šutkova           | Bielorrússia  | 6,67 |      |      | 6,67       | Q                    |
| 4        | Darya Klishina             | Rússia        | 6,65 |      |      | 6,65       | Q                    |
| 5        | Éloyse Lesueur             | França        | X    | 6,38 | 6,61 | 6,61       | Q                    |
| 6        | Cornelia Deiac             | Roménia       | X    | 6,50 | 6,60 | 6,60       | Q                    |
| 7        | Naide Gomes                | Portugal      | 6,33 | 6,46 | 6,58 | 6,58       | q                    |
| 8        | Nastassja Mirončyk-Ivanova | Bielorrússia  | 6,26 | 6,37 | 6,58 | 6,58       | q                    |
| 9        | Anna Nazarova              | Rússia        | X    | 6,55 | 6,57 | 6,57       |                      |
| 10       | Viorica Ţigău              | Roménia       | 6,41 | 6,56 | 6,17 | 6,56       |                      |
| 11       | Lauma Grīva                | Letônia       | 6,53 | 6,38 | X    | 6,53       | Recorde pessoal      |
| 12       | Concepción Montaner        | Espanha       | 6,21 | 6,35 | 6,47 | 6,47       |                      |
| 13       | Kelly Proper               | Irlanda       | 6,27 | 6,29 | 6,45 | 6,45       | Recorde da temporada |
| 14       | Cristina Sandu             | Roménia       | 6,34 | 6,44 | 6,42 | 6,44       |                      |
| 15       | Michelle Weitzel           | Alemanha      | 6,31 | 6,28 | 6,44 | 6,44       |                      |
| 16       | Renáta Medgyesová          | Eslováquia    | X    | 6,09 | 6,37 | 6,37       |                      |
| 17       | Nadja Käther               | Alemanha      | X    | X    | 6,36 | 6,36       |                      |
| 18       | Nina Kolaric               | Eslovênia     | X    | X    | 6,24 | 6,24       |                      |
| 19       | Jana Velďáková             | Eslováquia    | 5,87 | 6,11 | X    | 6,11       |                      |
| 20       | María-Eléni Kafoúrou       | Grécia        | 5,72 | 5,57 | 5,75 | 5,75       |                      |
| –        | Aiga Grabuste              | Letônia       |      |      |      |            | DNS                  |

### Final
A final foi realizada às 14:50 no dia 6 de março de 2011.
| Posição           | Atleta                     | Nacionalidade | 1ª   | 2ª   | 3ª   | 4ª   | 5ª   | 6ª   | Resultados | Notas                |
| ----------------- | -------------------------- | ------------- | ---- | ---- | ---- | ---- | ---- | ---- | ---------- | -------------------- |
| Medalha de ouro   | Darya Klishina             | Rússia        | X    | 6,61 | 6,58 | 6,73 | 6,80 | 6,64 | 6,80       |                      |
| Medalha de prata  | Naide Gomes                | Portugal      | 6,67 | 6,63 | X    | 6,79 | 6,75 | X    | 6,79       | Recorde da temporada |
| Medalha de bronze | Julija Pidlužnaja          | Rússia        | 6,58 | X    | 6,54 | 6,74 | 6,75 | X    | 6,75       | Recorde pessoal      |
| 4                 | Éloyse Lesueur             | França        | X    | X    | 6,59 | 6,40 | 6,44 | X    | 6,59       |                      |
| 5                 | Veranika Šutkova           | Bielorrússia  | 6,57 | X    | 6,53 | X    | X    | 6,56 | 6,57       |                      |
| 6                 | Nastassja Mirončyk-Ivanova | Bielorrússia  | 6,48 | 6,55 | X    | 6,38 | X    | 6,44 | 6,48       |                      |
| 7                 | Cornelia Deiac             | Roménia       | X    | 6,45 | X    | 6,18 | 6,37 | X    | 6,45       |                      |
| 8                 | Irene Pusterla             | Suíça         | 6,35 | 6,43 | 6,42 | X    | 6,35 | 6,11 | 6,43       |                      |

Legenda
| Recorde mundial       | Recorde mundial (World record)               |                       | Recorde africano                      | Recorde africano (African) |                                           | Q | Classificado por posição (Qualified) |
| Recorde do campeonato | Recorde do campeonato (Championship record)  | Recorde da América    | Recorde da América (Americas)         | q                          | Classificado por melhor tempo (Qualified) |   |                                      |
| Melhor marca do ano   | Melhor marca do ano (World leading)          | Recorde asiático      | Recorde asiático (Asian)              | DNS                        | Não largou (Did not start)                |   |                                      |
| Recorde nacional      | Recorde nacional (National record)           | Recorde europeu       | Recorde europeu (European)            | DNF                        | Não terminou (Did not finish)             |   |                                      |
| Recorde pessoal       | Recorde pessoal do atleta (Personal best)    | Recorde da Oceania    | Recorde da Oceania (Oceania)          | DSQ / DQ                   | Desclassificado (Disqualified)            |   |                                      |
| Recorde da temporada  | Recorde da temporada do atleta (Season best) | Recorde sul-americano | Recorde sul-americano (South America) | NM                         | Sem marca (No mark)                       |   |                                      |